# Rasmus Claussen
Rasmus Claussen, född 3 februari 1835 och död 5 augusti 1905, var en dansk politiker. Han var far till författaren Sophus Claussen.
Claussen var 1870-72 lantbrukare på Falster, och verkade därefter som journalist. Han blev 1872 medlem av Folketinget, var dess andre vice ordförande 1889-94 och dess ordförande från 1894. Claussen var ursprungligen medlem av Forenede Venstre, vid partiets splittring anslöt han sig till den radikala gruppen Folketingets Venstre, men bildade tillsammans med en del likasinnade 1879 gruppen "De udtraadte". Trots att han under sina tidiga år inom politiken gjorde sig känd som ytterligt radikal, gick han efter 1890 samman med Frede Bojsen och var en av de drivande krafterna vid 1894 års förlikning. Efter 1895 spelade han inte längre samma roll som tidigare, lämnade 1899 Forhandlende Venstre och 1903 Folketinget.